# Джетытор
Джетытор (каз. Жетітөр; также встречается русскоязычный вариант Жетытор) — перевал в горах Кюнгёй-Ала-Тоо. Абсолютная высота — 3912 м.
Расположен в Главном хребте Кюнгёй-Ала-Тоо к западу от безымянного пика 4056,4. Соединяет ущелье Жарбулак, по которому протекает река Чилик, и ущелье Ак-Суу на южном склоне Кюнгёй-Ала-Тоо. С северной стороны к перевалу примыкает небольшой ледник Жарбулак.
По перевалу Джетытор проходит государственная граница Казахстана и Кыргызстана.
Перевал относится к снежно-ледово-осыпным. Категория сложности — 1Б, проходим с мая по октябрь. Считается, что через Джетытор лежит самый короткий путь из Алматы к озеру Иссык-Куль.